# 1289-й самоходно-артиллерийский полк
1289-й самоходно-артиллерийский полк — воинское подразделение Вооружённых сил СССР в Великой Отечественной войне.
Полк сформирован в феврале 1944 года в Солнечногорске путём переформирования 187-го отдельного танкового полка. Имел на вооружении СУ-76м, СУ-85 и СУ-100.
Поступил в действующую армию к окончанию Уманско-Ботошанской операции, затем форсировала Днестр, принимал участие в Ясско-Кишинёвской операции, освобождении Румынии, боях на территории Австрии. В ходе Дебреценской операции принимал участие во взятии Дебрецена
В ходе Братиславско-Брновской операции участвовал в освобождении города Брно.
В мае 1945 года направлен на Дальний Восток. В ходе Хингано-Мукденской операции участвовал в штурме Маньчжуро-Чжалайнорского и Халун-Аршанского укреплённых районов, форсировании горного хребта Большой Хинган, овладении городами Чанчунь, Мукден, Цицикар, Жэхэ, Дайрэн, Порт-Артур

## Полное название
1289-й самоходно-артиллерийский Хинганский Краснозамённый полк

## Подчинение
- Московский военный округ — на 01.03.1944 года
- 2-й Украинский фронт, 5-я гвардейская армия — с 16.04.1944 года
- 2-й Украинский фронт, фронтовое подчинение — на 01.06.1944 года.
- 3-й Украинский фронт, фронтовое подчинение — на 01.08.1944 года.
- 2-й Украинский фронт, фронтовое подчинение — на 01.09.1944 года.
- 3-й Украинский фронт, фронтовое подчинение — на 01.12.1944 года.
- Резерв Ставки ВГК — на 01.03.1945 года
- 2-й Украинский фронт, 1-я гвардейская конно-механизированная группа — на 01.05.1945 года
- Дальневосточный фронт, фронтовое подчинение — на 01.06.1945 года.
- Забайкальский фронт, фронтовое подчинение — на 09.08.1945 года.

## Командиры
- Лысенко, Евгений Павлович (??.02.1944 — 11.10.1944), подполковник, с октября 1944 года полковник (погиб)
- Болдин Николай Иванович, (12.10.1944 — 03.09.1945), майор

## Герои полка
- Васильев, Леонид Иокинфович, командир батареи СУ-100, капитан. Герой Советского Союза. Звание присвоено 24.03.1945 года за бои осени 1944 года под Дебреценом (батарея совершила бросок в направлении Дебрецена и овладела важным узлом шоссейных дорог, на последней машине в числе первых ворвался в Дебрецен. За время боёв батарея уничтожила 13 танков, 9 бронемашин, подавили несколько артиллерийских и миномётных батарей, нанесли ощутимый урон живой силе врага, взяла в плен около 150 солдат и офицеров противника)

## Награды
- ??.??.???? — награждён Орденом Красного Знамени
- 20.09.1945 — присвоено почётное наименование «Хинганский»

## Внешние ссылки
- Справочник Архивная копия от 5 июня 2008 на Wayback Machine